# Bunuri mobile din domeniul medalistică clasate în patrimoniul cultural național al României aflate în județul Satu Mare
Acestă listă conține bunurile mobile din domeniul medalistică clasate în Patrimoniul cultural național al României aflate la momentul clasării în județul Satu Mare.

## Fond
| Foto | Informații generale | Detalii tehnice                                                            | Descriere | Deținător             | Legături |
| ---- | --- | -------------------------------------------------------------------------- | --- | --------------------- | -------- |
|      | Medalie civilă acordată pentru cei care s-au remarcat pentru sprijinirea acțiunilor armatei austro-ungare în primul război mondial: Die Zivil-Verdienstmedaille | Descoperit: jud. SATU MARE, SATU MARE Material: metal aurit                | Descriere avers: Partea centrală prezintă imaginea împăratului Karol I, înconjurată de textul: CAROLVS D G IMP AVST REX BOH ETC / HON IV REX APOST HUNG. Descriere revers: O cunună de lauri, cele două ramuri ale cununii fiind legate în partea inferioară. Între acestea se află scris textul FORTITUDINI. Legendă revers: FORTITUDINI | Muzeul Județean, Satu | Cimec    |
|      | Crucea Trupelor Karl | Datare: 1916 Descoperit: jud. SATU MARE, SATU MARE Material: zinc; turnare | Descriere avers: Este realizat sub formă de cruce. Brațele acesteia sunt unite între ele prin cununi de lauri. În partea superioară este scris textul GRATI, în zona centrală se observă textul PRINCES ET PATRIA, iar în partea de jos, textul CAROLS IMP. ET REX. Descriere revers: Este realizat sub formă de cruce. Brațele acesteia sunt unite între ele prin cununi de lauri. Pe partea de sus a brațului crucii se observă coroana imperială austriacă și coroana regală maghiară. Sub acestea este notată litera C. Pe brațele din mijloc este înscris textul VITA ET SANGVINEM, iar în partea de jos, cu litere romane este trecut anul MDCCCXVI. Legendă revers: VITA ET SANGVINEM | Muzeul Județean, Satu | Cimec    |
|      | Medalie civilă acordată pentru cei care s-au remarcat pentru sprijinirea acțiunilor armatei austro-ungare în primul război mondial: Die Zivil-Verdienstmedaille | Datare: 1916 Descoperit: jud. SATU MARE, SATU MARE Material: metal aurit   | Descriere avers: În partea centrală prezintă imaginea împăratului Karol I, înconjurată de textul: CAROLVS D G IMP AVST REX BOH ETC / HON IV REX APOST HUNG. Descriere revers: O cunună de lauri, cele două ramuri ale cununii fiind legate în partea inferioară. Între acestea se află scris textul FORTITUDINI. Legendă revers: FORTITUDINI | Muzeul Județean, Satu | Cimec    |
|      | Medalie comemorativă Primul Război Mondial – Magyar Háborús Emlékérem                                                                                           | Descoperit: jud. SATU MARE, SATU MARE Material: argint; turnare            | Descriere avers: În partea centrală se află coroana regală a Sfântului Ștefan și blazonul/stema Ungariei Mari. În spatele acestuia se pot observa două baionete încrucișate. Ele sunt înconjurate de o cunună de frunze de stejar (pe partea stângă) și lauri (pe partea dreaptă). Cele două ramuri se întâlnesc în partea de jos a medaliei. Descriere revers: În centru sunt trecuți anii 1914-1918. În partea superioară se observă, în formă de semicerc, textul PRO DEO ET PATRIA, iar în partea de jos, tot în formă de semicerc, sunt două frunze de palmier, legate împreună. Între textul în limba latină și anii comemorați se află amplasată o cască de soldat. Descriere exergă: Între textul în limba latină și anii comemorați se află amplasată o cască de soldat. Legendă revers: PRO DEO ET PATRIA | Muzeul Județean, Satu | Cimec    |